# Abrigo y cueva de Benzú
Abrigo y cueva de Benzú
El abrigo y cueva de Benzú es un yacimiento arqueológico situado en la localidad española de Benzú (Ciudad autónoma de Ceuta). El yacimiento abarca desde hace unos 250 000 años hasta los 70 000, por lo tanto dentro del Pleistoceno.
Durante las excavaciones realizadas por la Universidad de Cádiz entre los años 2002 y 2012 se recogieron más de 30 000 objetos.

## Descripción
El abrigo y la cueva de Benzú se sitúan en la zona más noroccidental de Ceuta, en el denominado Campo Exterior, en las inmediaciones de la frontera de Benzú. Su nombre lo recibe del topónimo más cercano relacionado con el poblado de la Cabililla de Benzú.
El abrigo se encuentra abierto en las dolomías, siendo su ubicación topográfica abrupta con paredes casi verticales. Actualmente, ha perdido casi totalmente su cubierta superior por desplome, presentando una pequeña cubierta a modo de visera. El abrigo presenta unas dimensiones de 15,52 x 6,20 m. La cueva se localiza en el extremo suroeste, presentando unas dimensiones de aproxímadamente 5,4 x 4,6 m. Esta es difícilmente reconocible desde el exterior al contar con un pequeño acceso biselado de forma lenticular.
Los estudios desarrollados en el abrigo de Benzú plantea que fue una localización frecuentada por sociedades cazadoras-recolectoras durante el Pleistoceno Medio y Superior en un área natural interesante como el Norte de África en la zona del estrecho de Gibraltar. La situación geográfica de Benzú ofrece unas potencialidades básicas para la vida cotidiana de este tipo de sociedades tales como materias primas en el entorno inmediato para la fabricación de las herramientas de trabajo, agua dulce y explotación subsistencial de recursos animales, vegetales y posiblemente malacológicos. El registro arqueológico documentado en la cueva de Benzú permite plantear la utilización de este espacio con un lugar de ocupación semipermanente dependiente de una aldea localizada en el territorio inmediato. Igualmente, es interesante resaltar como durante buena parte de este tiempo, dicha cavidad fue utilizada como enterramiento primario. Se enmarca por tanto en la explotación y uso del territorio por parte de comunidades tribales comunitarias.
La importancia de los estudios arqueológicos en la Cabililla de Benzú permite profundizar sobre las sociedades cazadoras-recolectoras y tribales comunitarias del Norte de África desde enfoques socioeconómicos. Igualmente se convierte en un lugar idóneo para comprender las posibles relaciones entre el Norte de África y el sur de la península ibérica en momentos concretos del Pleistoceno y el Holoceno.